# Red Planet Hotels
Red Planet Hotels ist ein 2010 gegründeter Hotelbetreiber in Privatbesitz, welcher sich auf den Hotelsektor in Asien konzentriert. Sitz der Firma ist Bangkok in Thailand. Ende 2016 besaß und betrieb die Firma 26 Hotels in Indonesien, Japan, den Philippinen und Thailand, zwölf weitere Hotels sind in der Entstehung. 

## Firmengeschichte
Gegründet wurde Red Planet Hotels in 2010 und begann den Geschäftsbetrieb mit einer strategischen Partnerschaft mit Tune Hotels, einer zur malaysischen Tune Group gehörenden Hotelkette im Billigpreissektor.  Als Franchisenehmer eröffnete Red Planet Hotels im Dezember 2011 das erste Hotel unter der Marke Tune Hotels im thailändischen Hat Yai. Im Rahmen der strategischen Partnerschaft mit Tune Hotels konzentrierte sich Red Planet Hotels auf den Bau weiterer Hotels in Indonesien, Japan, den Philippinen und Thailand, während sich Tune Hotels selbst zunächst vorwiegend auf das Heimatland Malaysia beschränkte. Im Jahr 2012 hielt Red Planet Hotels über Investitionen rund 16 % der Firmenanteile von Tune Hotels und wurde damit deren drittgrößter Investor. In den Jahren 2012 bis 2015 folgten in kurzer Folge zahlreiche weitere Hoteleröffnungen und die Firma wuchs schnell. 
Im Juli 2015 trennte sich Red Planet Hotels von Tune und zog die bis dahin unter der Tune Hotels-Marke betriebenen 24 Hotels aus der Gruppe, um diese künftig unter der eigenen Marke Red Planet Hotels zu betreiben. Die Geschäftsführung begründete diesen Schritt mit unterschiedlichen Strategien für die zukünftige Ausrichtung. Während sich Tune Hotels zunehmend auch in Richtung Europa orientierte, dort in Großbritannien bereits einige Hotels eröffnet hatte, sieht sich Red Planet Hotels als südostasiatisches Unternehmen und möchte den Fokus auf die Heimatregion richten. Die Umfirmierung der 24 Hotels in Indonesien, Japan, den Philippinen und Thailand war innerhalb von 3 Monaten vollzogen. Tune Hotels verlor rund die Hälfte der bisherigen Hotels unter der Tune-Marke und verblieb mit 23 eigenen Hotels, überwiegend in deren Heimatland Malaysia und in Großbritannien. 

## Investitionen und ausgegliederte Tochterfirmen
Im September 2016 investierte die US-amerikanische Investmentbank Goldmann Sachs 70 Millionen US-Dollar in Red Planet Hotels, um damit deren Expansion und die Eröffnung von zehn weiteren Hotels im Laufe der kommenden zwei Jahre zu finanzieren. Seit 2010 habe die Firma bereits 240 US-Dollar an Kapital von Investoren eingesammelt, was deren schnelles Wachstum ermöglichte.
Die japanische Tochtergesellschaft ist an der Tokioter Börse gelistet, und seit 2014 auch die indonesische Ländergesellschaft an der indonesischen Börse. 

## Hotelstandorte
Alle Red Planet Hotels befinden sich in der Nähe von öffentlichen Verkehrsknotenpunkten.
Im Dezember 2016 betreibt Red Planet Hotels 26 Hotels in 4 Ländern und hat 12 weitere Hotels in Planung und Bau. 